# Naturbahnrodel-Juniorenweltmeisterschaft 2014
Die 9. FIL-Naturbahnrodel-Juniorenweltmeisterschaft fand vom 21. bis 23. Februar 2014 auf der Naturrodelbahn  in Vatra Dornei in  (Rumänien) statt. Nach den Trainingsläufen und der Eröffnungsfeier am Freitag fielen am Samstag und Sonntag die Entscheidungen im Doppelsitzer und in den Einsitzerwettbewerben. Juniorenweltmeister im Einsitzer wurden Aleksei Martianov (RUS) und Greta Pinggera (ITA), der Titel im Doppelsitzer ging an die Russen Jegor Dorofejew und Victor Zakharchenko. Im Mannschaftswettbewerb setzte sich Russland vor Italien und Deutschland durch.

## Einsitzer Herren
| Platz | Name              | Zeit        |
| ----- | ----------------- | ----------- |
| 01    | Aleksei Martianov | 2:36,17 min |
| 02    | Florian Markt     | + 0,12 s    |
| 03    | Thomas Hörburger  | + 0,39 s    |
| 04    | Armin Folie       | + 0,50 s    |
| 05    | Isa Guzeloglu     | + 0,80 s    |
| 06    | Jegor Dorofejew   | + 2,69 s    |
| 07    | Marius Schmelzer  | + 4,61 s    |
| 08    | Jakov Bukin       | + 6,16 s    |
| 09    | Andrei Shcheglov  | + 7,58 s    |
| 10    | Levi Underwood    | + 8,51 s    |

## Einsitzer Damen
| Platz | Name               | Zeit        |
| ----- | ------------------ | ----------- |
| 01    | Greta Pinggera     | 2:35,61 min |
| 02    | Carmen Planötscher | + 02,16 s   |
| 03    | Michelle Diepold   | + 03,06 s   |
| 04    | Sara Bachmann      | + 03,30 s   |
| 05    | Maria Auer         | + 03,46 s   |
| 06    | Ljubow Starikowa   | + 3,76 s    |
| 07    | Petra Dragičevič   | + 4,97 s    |
| 08    | Alexandra Pfattner | + 5,50 s    |
| 09    | Darja Malejewa     | + 6,00 s    |
| 10    | Theresa Maurer     | + 6,37 s    |

## Doppelsitzer
| Platz | Name                                 | Zeit        |
| ----- | ------------------------------------ | ----------- |
| 1     | Jegor Dorofejew – Victor Zakhar      | 1:29,02 min |
| 2     | Andrei Shcheglov – Vadim Korolev     | + 00,36 s   |
| 3     | Alexei Martjanow – Nikita Tarassow   | + 00,79 s   |
| 4     | Matteo Agnesod – Ylenia Sarteur      | + 02,84 s   |
| 5     | Tadej Dragicevic – Petra Dragičevič  | + 03,03 s   |
| 6     | Josef Limmer – Martina Rowold        | + 03,45 s   |
| 7     | Muhammet Dellalbasi – Muhammet Ozcan | + 4,74 s    |
| 8     | Isa Guzeloglu – Coskun Ercoskun      | - + 5,50 s  |
| 9     | Cosmin Codin – Ionel Nacu            | + 7,56 s    |
| 10    | Yavuz Ipek – Yusef Ozcan             | + 9,84 s    |
| 11    | Miroslav Sojka – Pawel Spratek       | + 10,05 s   |

## Medaillenspiegel
| Platz | Land        | Gold | Silber | Bronze | Gesamt |
| ----- | ----------- | ---- | ------ | ------ | ------ |
| 1.    | Russland    | 3    | 1      | 1      | 5      |
| 2.    | Österreich  | 1    | 2      | —      | 3      |
| 3.    | Italien     | —    | 1      | 2      | 3      |
| 4.    | Deutschland | —    | —      | 1      | 1      |